# Sojčí rokle
Sojčí rokle je přírodní památka u obce Janská v okrese Děčín. Nachází se podél bezejmenného pravostranného přítoku řeky Kamenice na území Chráněné krajinné oblasti Labské pískovce mezi Janskou a Filipovem. Přírodní památka je v péči Správy Národního parku České Švýcarsko.

## Předmět ochrany
Důvodem ochrany je existence pískovcové rokle, ve které roste vzácná kapradina vláskatec tajemný (Trichomanes speciosum) a přírodě blízký dubohabrový a suťový les.